# كرة القدم الاستعراضية
كرة قدم الاستعراضية (بالإنجليزية: Freestyle football)‏ وهو أداء مهارات شخصي مع الكرة والتلاعب بها من خلال أجزاء الجسم وتتضمن أداء التكتكة المعروفة أيضاً بكيبي يوبي والكيماري إضافة إلى بعض حركات الجمباز، وهذا الإستعراض شائع في العالم ويتقنه الكثير من الناس وتحتاج للكثير من التدريب والكثير من الجهد.

## تاريخ
يمكن إرجاع فن كرة القدم الإستعراضية إلى الألعاب الكروية في جنوب شرق آسيا مثل تشينلون وجيانزي وسيبق تكراو، والتي تمارس منذ 2000 عاماً. وقد تم تنفيذ الحيل الأساسية الحرة مثل «كشك العنق» و «حول العالم» لأول مرة في الغرب من قبل فناني السيرك، ولا سيما من طرف إنريكو راستيلي وفرانسيس برون. وفي السبعينيات والثمانينيات من القرن الماضي، اشتهر لاعب كرة القدم الأرجنتيني دييغو مارادونا أثناء لعبه لنادي نابولي بالاهتمام الدولي بفضل أسلوبه الٳستعراضي في الٳحماء المسمى «الحياة هي الحياة». ومع ذلك، تم انتقاد مهارات اللاعبيين في الٳستعراض بالكرة على نطاق واسع في ذلك الوقت لعدم وجود صلة مباشرة لها بمباريات كرة القدم.
واضعاً مارادونا كقدوة، سعى لاعب كرة القدم الكوري الجنوبي وو هي يونغ ليصبح لاعب كرة قدم ٳستعراضي محترف. وهذا ما حصل فقد دخل موسوعة غينيس للأرقام القياسية وقدم عروضاً في حفل افتتاح دورة الألعاب الأولمبية الصيفية لعام 1988 وكأس العالم لكرة القدم عامي 1990 و1994. ثم جاء بعده سفيان توزاني اللاعب الهولندي من أصول مغربية ليقدم أسلوبًا جديدًا من الحيل السفلية، والتي انتشرت عبر مقاطع الفيديو في مواقع التواصل الٳجتماعي واليوتوب بسرعة قياسية. وقد كانت لاعبة كرة القدم ساندي ليفيتاس، والمعروفة أيضًا باسم بامبيبول من بين أوائل النساء اللواتي شاركن مقاطع فيديو لمهاراتها في كرة القدم الإستعراضية، والتي ألهمت المزيد من الفتيات لممارسة هذه الرياضة. وقد تم تطوير أنماط مختلفة من الحركات الجديدة منها السفلية، والعلوية، وحركات الجلوس، والأرضية، والٳستقبال.
في بداية القرن الحادي والعشرين، ساعدت العديد من الأحداث الهامة في رفع مستوى كرة القدم الإستعراضية مما ساهم ٳلى الٳعتراف بها على نطاق أوسع. ولعب لاعب كرة القدم البرازيلي رونالدينيو دور البطولة في حملات نايكي الإعلانية مثل «جوغا بونيتو» (بالعربية: اللعب الممتع)، والتي شجعت قدرة اللاعبيين على التدرب الٳستعراضي بالكرة وتطوير حركات وحيل جديدة.
في السنوات الأخيرة، نسب بعض أفضل لاعبي كرة القدم في العالم الفضل إلى ثقافة كرة القدم الإستعراضية والشوارع في المساعدة بتطوير مواهبهم. ومن بين هؤلاء الرياضيين نيمار جونيور، كريستيانو رونالدو وليونيل ميسي وزلاتان إبراهيموفيتش.

## الحركات الاستعراضية
يتم تصنيف الحيل أو الحركات في كرة القدم الإستعراضية إلى تخصصات أو أساليب مختلفة:
- الحيل الجسدية السفلية أو الحركات الهوائية، يتم القيام بها اثناء الوقوف واستخدام القدمين أو الساقين.
- الحيل الجسدية العلوية، يتم القيام باستخدام الرأس والصدر والكتفين.
- حيل الجلوس يتم تنفيذها أثناء الجلوس، غالبًا مع رفع الساقين.
- حيل تحريك الكرة في الأرض يتم تنفيذها أثناء الوقوف والكرة على الأرض. ويمكن للاعبين الماهرين جعل أداء حركات الأرض يبدو وكأنه رقصة مصممة.
- حيل الٳستقبال يتم تنفيذها من خلال إمساك الكرة بأجزاء مختلفة من الجزء السفلي من الجسم. وهو أسلوب مستوحى من رقص البريك دانس.
- الحيل البهلوانية مستوحاة من مهارات السيرك والرقص واللياقة البدنية.
- التحولات عبارة عن حركات وسيطة تستخدم لربط الحيل من الأنماط المختلفة.

ضمن التخصصات المذكورة أعلاه، تعد الحركات الفردية التالية من بين أكثر الحركات شيوعًا:
- حول العالم (ATW)، وهي حركة يلعب فيها اللاعب الإستعراضي الكرة بقدم واحدة، ثم تدور القدم حول الكرة للأعلى وتمر فوقها قبل أن تعود إلى الأسفل للعب الكرة مرة أخرى. في حركة حول العالم الداخلية يتم القيام بالحركة الأولية نحو الساق المقابلة، بينما في حركة حول العالم الخارجية يتم القيام بالحركة الأولية بعيدًا عن الساق المقابلة.
- كروس أوفر، وهي حركة يتم فيها ركل الكرة في الهواء بساق واحدة، وتدور الساق المقابلة حول الكرة أثناء وجودها في الهواء.
- ارتداد إصبع القدم (TB) حركة مثل الكروس أوفر، ولكن مع ارتداد الكرة على القدم.
- قفزة العالم (HTW)، حركة يتم فيها ركل الكرة بقدم واحدة وتحريكها بالقدم الأخرى.
- التوزاني حول العالم (TATW)، نوع مختلف من الحركات وهي خليط من حركة حول العالم الخارجية وكروس أوفر ابتكرها سفيان توزاني.
- ميتشي حول العالم (MATW)، مشابهة لحركة التوزاني حول العالم باستثناء وجود حركة حول العالم الداخلية بدل الخارجية. وقد تم إنشاؤها بواسطة ميتشل جيمس بن من المملكة المتحدة.
- الأكشاك (Stalls)، وهي الحركات التي تتضمن إمساك الكرة في وضع ثابت. ويحدث هذا عادةً بوضع الكرة بالجزء الخلفي من الرقبة ولكنه يشمل أيضًا التوازن على الجبهة أو بين الكعب والفخذ.
- الكومبوس، الحركات التي تربط الحيل والحركات مباشرة دون التلاعب بالكرة.
- الكومبوس بدون لمس، حيل يتم تنفيذها بحركة واحدة دون أي لمسة للكرة.